# Tarra
Tarra is het verschil tussen bruto en netto, en is over het algemeen datgene wat niet bruikbaar is. Dit kan bijvoorbeeld gewicht van verpakking of 'overige' kosten zijn. Tarra wordt ook wel gebruikt als term voor afvalmateriaal zelf.

## Herkomst
Het woord "tarra" is via het Italiaans ontleend aan het Arabisch طرح ṭarḥ "aftrek", vlg. ook het werkwoord ṭaraḥa "van zich afwerpen".

## Gewicht
Bij gewichtsvermeldingen verwijst bruto naar het totale gewicht: het voorwerp inclusief de verpakking, het transportmateriaal, de onbruikbare delen, netto naar het gewicht van het bruikbare/eetbare gedeelte van het voorwerp. Tarra is het verschil van beide, te weten, het onbruikbare gedeelte (het restafval). 
Voorbeelden:
- Bij een krat groente (altijd één soort) is het brutogewicht het totale gewicht, het nettogewicht dat van de groente — tarra is het gewicht van het krat. Vervolgens maken de bruikbare delen van de groente het nettogewicht uit. Het tarragewicht bestaat hier uit loof, schil, andere ongerechtigheden zoals aarde en mogelijk ongedierte. Tarra is recht evenredig met het zogenoemde verliespercentage waar de handelaar in zijn boekhouding rekening mee houdt;
- Aarde die van de suikerbieten afgespoeld wordt bij het wassen van suikerbieten voor de winning van suiker werd vaak ook tarra genoemd, maar feitelijk is het bietengrond. Merk op dat de kale (te weten, uitgeperste) suikerbieten worden verkocht als veevoeder (reststof). De aangevoerde suikerbiet bestaat na behandeling uit drie netto-opbrengsten (suiker, melasse en veevoeder) en daarnaast schuimaarde (Betacal) en een restdeel (aarde) — soms wordt reststof algemeen met tarra aangeduid, maar in dit voorbeeld wekt het verwarring;
- In een milieupark wordt een voertuig op de weegbrug bij aankomst en vertrek bruto gewogen: het verschil is het gewicht van de gedumpte lading (netto);
- Ondoorzichtige vaten of cilinders van metaal of plastic die hervuld kunnen worden: op de houder staat normaal het gewicht ervan ingekrast (tarra), het gewicht van de totale netto-inhoud (inkt, gas, sap, petroleum bijvoorbeeld) na vulling staat ook vermeld. Met een weging kan men uitmaken hoe vol de houder nog is (bruto-tarra). Dit is vooral van belang bij de tussentijdse wegingen van duikflessen in een duikclub of koolzuurhoudende cilinders in het dagelijkse huishouden.

## Financieel
In de financiële terminologie komen netto en bruto regelmatig voor, maar de term tarra wordt minder gebruikt. Wellicht is dit omdat het verschil tussen bruto en netto op heel andere zaken kan slaan zoals belasting, afschrijving, kantoorkosten of beheerskosten.